# Theodor W. Hänsch
Theodor Wolfgang Hänsch (sinh ngày 30/10/1941) ở Heidelberg, nước Đức là một nhà vật lý người Đức. Ông được trao giải Nobel vật lý năm 2005 vì "các đóng góp cho phát triển phương pháp đo chính xác phổ trên cơ sở laser, bao gồm kĩ thuật lược tần số quang học", cùng với John L. Hall và Roy J. Glauber.
Theodor Hänsch là giám đốc Viện Max Planck về Quang học lượng tử và giáo sư vật lý thực nghiệm và phổ học laser tại Đại học Ludwig-Maximilians ở Munich, Bavaria, Đức.
Ông tốt nghiệp và nhận bằng tiến sĩ tại Đại học Heidelberg trong thập niên 1960. Sau đó, ông trở thành giáo sư tại Đại học Stanford, California từ 1975 đến 1986. Năm 1986 Theodor Hänsch trở lại Đức làm lãnh đạo Viện Max Planck về Quang học lượng tử. Năm 1989, ông nhận Giải thưởng Gottfried Wilhelm Leibniz của Quỹ nghiên cứu Đức (Deutsche Forschungsgemeinschaft), là một trong những giải thưởng lớn nhất trong lĩnh vực nghiên cứu ở Đức. Năm 2005, ông nhận giải thưởng Otto Hahn của thành phố Frankfurt am Main, do hội các nhà hóa học Đức và hội vật lý Đức trao. Trong cùng năm, Hội quang học Hoa Kỳ tặng ông huy chương Frederic Ives và bầu ông làm thành viên danh dự của hội năm 2008.
Một trong các sinh viên của ông, Carl E. Wieman, nhận giải Nobel Vật lý năm 2001.
Năm 1970 Theodor Hänsch phát minh ra một loại laser mới mà nó tạo ra các xung ánh sáng với độ phân giải phổ cực cao (ví dụ mọi photon phát ra từ laser hầu hết đều có năng lượng bằng nhau, độ chính xác đến một phần triệu). Sử dụng thiết bị này ông đã thành công trong việc đo tần số dịch chuyển của dãy Balmer của nguyên tử hydro với độ chính xác cao chưa từng có. Cuối những năm 1990, ông và các đồng nghiệp phát triển một phương pháp mới để đo tần số của ánh sáng laser thậm chí với độ chính xác cao hơn nữa, nhờ sử dụng thiết bị gọi là "máy tạo lược tần số quang học". Sáng chế này sau đó được áp dụng để đo dãy Lyman của nguyên tử hydro với độ chính xác siêu cao một trên một trăm nghìn tỉ. Với độ chính xác như vậy, nó mở ra khả năng nghiên cứu sự thay đổi của các hằng số cơ bản trong vũ trụ theo thời gian. Nhờ những thành tựu này, Theodor Hänsch đã đồng nhận giải Nobel vật lý năm 2005.

## Con đường dẫn đến giải Nobel
Giải thưởng Nobel trao cho giáo sư Hänsch để công nhận những nghiên cứu mà ông đã thực hiện cuối thập niên 1990 tại Viện Max Planck ở Garching, gần Munich, Đức. Ông đã phát triển một "thiết bị tổng hợp lược" quang học, làm cho lần đầu tiên có thể đo được một mức cực kì chính xác số các dao động của ánh sáng trong một giây. Những phép đo lược tần số quang học này có thể chính xác đến hàng triệu lần so với cách xác định bằng quang phổ.
Nghiên cứu ở Garching được thúc đẩy bởi các thí nghiệm về phổ laser chính xác của nguyên tử Hydro. Nguyên tử này có cấu trúc rất đơn giản. Bằng cách xác định chính xác các vạch phổ của nó, các nhà vật lý có thể đi đến kết luận liệu các hằng số vật lý cơ bản có thay đổi chậm theo thời gian hay không. Cuối thập niên 1980, phổ học laser của nguyên tử Hydro đã đạt đến độ chính xác lớn nhất cho phép thực hiện được các phép đo giao thoa về các bước sóng quang học.
Các nhà nghiên cứu tại Viện Max Planck về Vật lý Lượng tử đã nghiên cứu một phương pháp mới, và phát triển bộ tổng hợp lược tần số quang học. Tên gọi của nó xuất phát từ thực tế là thiết bị này phát ra phổ ánh sáng hoàn toàn đơn sắc, các xung ánh sáng siêu ngắn. Phổ này là tập hợp của hàng trăm nghìn vạch phổ sắc nét với các khoảng tần số cách đều nhau.
Một lược tần số giống như một cái thước. Khi xác định được tần số của một bức xạ riêng biệt, nó có thể đem so sánh với các vạch phổ của "cái" lược cực kì nhạy, cho đến khi tìm thấy sự "vừa khít". Năm 1998, giáo sư Hänsch nhận giải thưởng nghiên cứu Philip Morris cho những đóng góp phát triển thiết bị đo này.
Một trong những ứng dụng đầu tiên của loại nguồn sáng mới này đó là xác định tần số của mức chuyển dịch photon 1S-2S trong nguyên tử Hydro. Tần số đo được với độ chính xác tới 15 chữ số sau dấu phẩy.
Lược tần số bây giờ là cơ sở cho các phép đo tần số quang học tại các phòng thí nghiệm lớn trên thế giới. Từ năm 2002, công ty Menlo Systems, với Viện Max Planck ở Garching đóng vai trò thành lập chính, đã sản xuất các thiết bị tổng hợp lược tần số để bán cho các phòng thí nghiệm trên toàn thế giới.